# Lian (Vorname)
Lian ist ein männlicher und weiblicher Vorname.

## Herkunft und Bedeutung
In Deutschland ist der Jungenname Lian eine Kurzform verschiedener Namen mit der Endung -lian, insbesondere von Julian und Kilian.
In China ist Lian ein männlicher und weiblicher Vorname. Er leitet sich von  莲 lián „Lotus, Wasserlilie“ oder 濂 lián „Wasserfall“ ab.
In Israel ist Lian ein weiblicher Vorname, der entweder vom chinesischen Namen Lian oder dem englischen Namen Leanne ableitet.

## Verbreitung
In den Niederlanden wird der Vorname Lian seit den 1970er Jahren als weiblicher Vorname vergeben.
In Deutschland wird der Name seit Mitte der 2000er Jahre vergeben und nimmt dabei stetig an Beliebtheit zu. Im Jahr 2021 belegte Lian bereits Rang 56 der beliebtesten Jungennamen.

## Namensträgerinnen

### Künstlername
- Lian Hearn, Pseudonym von Gillian Rubinstein (* 1942), englische Schriftstellerin
- Lian Ross (* 1962 als Josephine Hiebel), deutsche Disco- und Popsängerin